# Jean-Luc Gadreau
Jean-Luc Gadreau né le 13 décembre 1966 est un artiste, musicien, écrivain, animateur TV et radio, critique de cinéma et président d’InterFilm France qui organise, du côté protestant, le jury œcuménique du festival de Cannes. Il est également pasteur chrétien baptiste et aujourd’hui responsable éditorial et animateur des émissions protestantes sur France Culture, dont, depuis 2020, Solae, le rendez-vous protestant (chaque dimanche matin).

## Biographie
Il est né le 13 décembre 1966  à Rochefort-sur-Mer en France .

### Formation
Après avoir obtenu un bac scientifique, il mène des études de communication spécialisées en radio et télévision à l'European Broadcasting School. Il poursuit ensuite une formation théologique avec la Fédération Baptiste de France.

### Carrière musicale
Jean-Luc Gadreau est un chanteur et musicien multi-instrumentiste. Il débute dans les années 1980 en formant le groupe Image (devenu Nouvelle Adresse). Avec ses amis proches et son épouse Nadiège Gadreau, il fonde le groupe Label 7 puis produira au total 13 albums dont 5 disques de louange et plusieurs pour les enfants sous le nom de Lukénade. En 2008, il s'attaque à un autre genre musical, le slam, avec un premier album Slam pour l'Éternité avec le musicien chilien Diego Baëza,,. Suivra en 2012 un double album Parole - Grand retable du Christ où son slam est porté par des arrangements électro-rock donnant une couleur tout à fait unique à cet album. Son dernier album studio Attentat à l'amour est sorti en 2013.

## Activités médiatiques
Jean-Luc Gadreau fut pendant plusieurs années rédacteur en chef des magazines Construire Ensemble et Horizons Evangéliques. Il anime le blog Artspiin et ses articles sont régulièrement relayés par la plateforme Regards protestants et le blog Humeurs Noires du journal Libération. Il fut animateur TV du programme 7 à vivre diffusé sur God TV et TBN Europe puis de diverses émissions dont Gospellement Vôtre pour la station de radio RCF.
En 2018, il anime en compagnie de David Milliat l'émission La musicale pour la Fête de la musique dans Le Jour du Seigneur et Présence protestante sur France 2.
Le 1er juin 2020, il devient responsable éditorial des émissions protestantes sur France Culture.

## Ministère pastoral
Jean-lui Gadreau devient pasteur de la FEEBF en 1997 et prend en charge l'Église baptiste de Royan, jusqu'en 2006 où il part en région parisienne à Boulogne comme pasteur adjoint dans l'Église baptiste du Point du Jour. Il devient pasteur à l’église baptiste de Poitiers en 2009. Il fonde en 2011 l'EBCAM (École Baptiste de Communication, Arts et Multimédia), une plateforme de formation et conseil au service des églises. En 2016, il devient coordinateur des départements formation, développement et communication à la FEEBF, puis directeur du développement en 2020 jusqu’au 1er avril 2022 où il passe à temps plein sur le poste de responsable éditorial pour les émissions protestantes sur France Culture pour la Fédération protestante de France,.

## Critique cinéma
Il est membre du Jury œcuménique international du Cinéma au Festival de Cannes en 2012, au Festival de Berlin en 2013 et préside ce même jury au Festival de Fribourg (FIFF) en 2019. À partir de mai 2019, il préside également l’association Interfilm France.

## Œuvres littéraires
Jean-Luc Gadreau est l'auteur de deux ouvrages. Le premier qu'il autoédite par les Productions L7 et qui paraît en 2011 est intitulé Malléable, pour tout recommencer. Le second en 2019 Sister Soul, Aretha Franklin – sa voix, sa foi, ses combats est publié aux éditions Ampélos,.
Il participe à l’écriture de l’ouvrage collectif La foi chrétienne et les défis du monde contemporain - Repères apologétiques pour les éditions Excelsis puis, en 2020, à un autre ouvrage collectif Comment parler du péché aujourd'hui ? pour l'Institut supérieur d'études œcuméniques dans la collection Cerf Patrimoines.

## Social
La solidarité est aussi un élément important dans les engagements de Jean-Luc Gadreau. Au début des années 90, ce sont ses premiers pas au sein d'une association faisant de l'accueil de jeunes en difficulté. Il présidera cette association pendant plusieurs années. En septembre 2012, il devient porte-parole du SEL et s'engage en particulier pour le parrainage d'enfants. Puis en 2020, avec plusieurs amis sur Poitiers, il fonde l'association ProchEnsemble avec laquelle des ventes de pizzas solidaires sont organisées pour soutenir des actions de solidarité dans la ville et la région,.

## Publications
- 2011 : Malléable, pour tout recommencer – Editions Les Productions L7
- 2013 : La foi chrétienne et les défis du monde contemporain - Repères apologétiques – Ouvrage collectif – Editions Excelsis
- 2019 : Sister Soul, Aretha Franklin, sa voix, sa foi, ses combats – Edition Ampélos
- 2020 : Comment parler du péché aujourd'hui ? Editions du Cerf - Patrimoines.
- 2024 : À table avec la Bible - Editions Bibli'O

## Discographie
- 1989 : Label 7 (K7) autoproduit
- 1991 : Label 7 « De toujours à toujours » (CD – K7) production : Séphora Music
- 1992 : Label 7 « live » (K7) - Virage Productions
- 1993 : Bonjour la vie (K7) - Virage Productions
- 1995 : Lukénade « Je viens t’adorer » (CD – K7) – production : Septimo
- 1996 : Les Alevins « Nostalg’hits » (CD - K7) - production : Septimo
- 1998 : Lukénade « Tu es merveilleux » (CD – K7) - production : Septimo
- 2000 : Lukénade « Live – Maranatha » (CD) - production : Septimo
- 2006 : Label 7 « Pour tout recommencer » (CD) - Les Productions L7
- 2006 : Lukénade « Le meilleur » (CD) - Les Productions L7
- 2008 : Jean-Luc Gadreau « Slam pour l’Éternité » (CD) - Les Productions L7
- 2012 : Jean-Luc Gadreau « Parole – Grand retable de la vie du Christ » (double CD) - Les Productions L7
- 2013 : Jean-Luc Gadreau « Attentat à l’amour » (CD) - Les Productions L7 / Le SEL